# Victorino James
José Victorino Bartlett James (14 de maio de 1924 - 15 de outubro de 1997) foi um político brasileiro, filho da revolucionária e feminista brasileira Nuta James e neto do Senador Vitoriano Ribeiro Carneiro Monteiro.
Foi deputado estadual do estado da Guanabara entre 1962 a 1967 pela UDN e de 1967 a 1971 e de 1971 a 1975 pela ARENA.
Foi deputado estadual do estado do Rio de Janeiro entre 1978 e 1982 pela ARENA e de 1982 a 1986 pelo PDS.
Victorino James também presidiu a Assembleia da Guanabara; foi líder da UDN e do Governo Carlos Lacerda; liderou a bancada da Arena durante todo o 1º governo Chagas Freitas; exerceu Liderança do Governo, por 2 anos, no Governo Faria Lima; e esteve na presidência da União Parlamentar Interestadual por 16 anos, da qual é Presidente de Honra; fez parte da Mesa Diretora da Assembléia Legislativa com 2º Vice-Presidente.
Dá nome à Rua Deputado Victorino James, no bairro do Recreio dos Bandeirantes na cidade do Rio de Janeiro (CEP: 22790-834)